# Jo Rens
Jo Rens (Suriname, ? - Utrecht, 3 september 1972) was een Surinaams beeldend kunstenaar. Hij was voornamelijk schilder en beeldhouwer, en later decorontwerper. In Paramaribo gaf hij les aan de CCS School voor Beeldende Kunsten.

## Biografie
Jo Rens was schoenmaker van beroep en ging rond 1951 naar Nederland. In hetzelfde jaar was hij een van de oprichters van de Surinaamse culturele Nederlandse vereniging Wie Eegie Sanie. Hij had verschillende banen, zoals commies en steenhouwer. Hij verkreeg een beurs van Sticusa en studeerde van 1954 tot 1957 aan de Academie voor Kunst en Industrie in Enschede. Hierna keerde hij terug naar Suriname.
Vanaf 6 januari 1958 hield hij zijn expositie 99 Stukken in het gebouw van het Cultureel Centrum Suriname (CCS) aan de Wagenwegstraat in Paramaribo. Hij toonde voornamelijk schilderijen en daarnaast tekeningen en beeldhouwwerken. In de openingsinleiding prees Nola Hatterman zijn grote verscheidenheid aan technieken en materialen. Zijn expositie werd tussendoor een keer verlengd en was met 1260 bezoekers in tweeënhalve week succesvol. Hij nam ook deel aan andere exposities. Hetzelfde jaar leende hij bijvoorbeeld enkele beeldhouwwerken uit aan de expositie in het Kabinet van de Gouverneur die onder meer door prinses Beatrix werd bezocht en exposeerde hij tijdens het 120-jarige bestaan van Theater Thalia.
Ook gaf hij lessen in boetseerwerk in de CCS School voor Beeldende Kunsten onder leiding van Nola Hatterman; een van zijn leerlingen was daar Johan Pinas.
Hij verwierf verschillende vooraanstaande opdrachten. Hij is onder meer de maker van Twee Beelden die in 1959 bij de nieuwe Technische School aan de Passiebloemstraat werden onthuld en van Koto Misi uit 1962 voor Hotel Torarica. Ook kreeg hij de opdracht voor het beeld van Sophie Redmond bij het Academisch Ziekenhuis Paramaribo – hij werkte hier rond 1959/1960 aan – en verkreeg de opdracht voor een granieten monument in de plaats Brokopondo. Het beeldt twee mannen uit: een staand met een papegaai en een zittend met een schrijfplank; ze symboliseren het verleden en de toekomst. Ook verkreeg hij een schilderopdracht van het nieuwe postkantoor, samen met Nola Hatterman, Erwin de Vries en Nic Loning.
In oktober 1959 keerde hij terug naar Nederland, toen hij een beurs had verkregen voor de Jan van Eyck Academie in Maastricht. Hier verdiepte hij zich verder in de beeldhouwkunst en als glazenier. In 1963 studeerde hij hier af met "uitmuntende resultaten". Bij de Nederlandse Televisie Stichting (NTS) volgde hij daarna een stage in decorbouw en -ontwerp en verkreeg hier als ontwerper een vaste dienstbetrekking.
Jo Rens wordt beschouwd als een "pionier van de inheemse stadsbeeldhouwers". Hij overleed op 3 september 1972 in een ziekenhuis in Utrecht. Hij werd in het Sticusa Journaal herinnerd om zijn "uitgesproken artistieke gaven".